# Canapi
För andra betydelser, se Canapi (olika betydelser).
Canapi är en ort och kommun i delstaten Alagoas i nordöstra Brasilien. Centralorten hade år 2010 cirka 5 500 invånare.